# Irrational Anthems
Irrational Anthems è il sesto album in studio del gruppo folk metal britannico Skyclad, pubblicato nel 1996.

## Tracce
1. Inequality Street – 4:05
2. The Wrong Song – 3:56
3. Snake Charming – 4:04
4. Penny Dreadful – 3:08
5. The Sinful Ensemble – 5:21
6. My Mother in Darkness – 4:00
7. The Spiral Starecase – 2:23
8. No Deposit, No Return – 4:30
9. Sabre Dance – 3:07
10. I Dubious – 3:12
11. Science Never Sleeps – 5:05
12. History Lessens – 3:38
13. Quantity Time – 5:14